# Lelaps avicula
Lelaps avicula är en stekelart som beskrevs av Alexander Henry Haliday 1844. Lelaps avicula ingår i släktet Lelaps och familjen puppglanssteklar. Inga underarter finns listade i Catalogue of Life.